# Analecta Ordinis S. Basilii Magni
Analecta Ordinis S. Basilii Magni (AOSBM, Analecta OSBM - in ucraino Записки Чина святого Василія Великого?) è una pubblicazione scientifica irregolare dell'Ordine basiliano di San Giosafat, pubblicata per la prima volta a Žovkva e Leopoli (1924-1939), poi a Roma (come seconda serie, a partire dal 1949).

## Storia
Il primo editor di Analecta era Josafat Skruten. Sei volumi furono pubblicati nel 1939. La seconda serie di Analecta, sotto la direzione di Atanasij Velykyj, consisteva di 103 volumi entro il 1979 (127 volumi entro il 2018) ed era divisa in tre sezioni: (1) opere-monografie (40 volumi; entro il 2018 - 57 volumi); (2) transazioni dell'Ordine di San Basilio il Grande: articoli, recensioni, bibliografie e altri materiali (15 volumi); (3) documenti: una pubblicazione sistematica di materiali dagli archivi vaticani (55 volumi) riguardanti la storia dell'Ucraina, tra cui due grandi volumi intitolati Documenta Pontificum Romanorum historiam Ucraina illustrantia 1075-1953 (1953-1954).